# Собор руських учених
Собо́р ру́ських уче́них («Собор учених руских и любителей народного просвіщенія») — перший просвітницький з'їзд у Галичині, скликаний Головною Руською Радою з ініціативи письменника Миколи Устияновича та заступника голови Головної руської ради Івана Борисикевича.

## Опис
Відбувся у Львові з 19 по 26 жовтня 1848 року з участю 118 осіб, які вели наради у 9 секціях. Відбувся в будинках греко-католицької духовної семінарії, його засідання при участі 119 осіб вів І. Борисикевич.
На пленарних засіданнях виступали з промовами Іван Борисикевич, письменники Яків Головацький (прочитав головну доповідь «Розвідка про південно-руську мову та її діалекти»), Іван Гушалевич, Йосип Левицький, Йосип Лозинський, Рудольф Мох, М. Устиянович та ін. Їхні виступи, за словами очевидця, «дихали свободою і патріотизмом». На засіданнях секцій вироблено пропозиції про заснування господарського та історичного товариств, охорону пам'яток історії та культури, видання популярного підручника історії України. Собор руських учених накреслив широку програму організації української науки і народного шкільництва, схвалив утворити «Общество просвіщення народного», обговорював питання української літературної мови тощо.
У секції мови і літератури виникла гостра суперечка щодо мови письменства. Більшість висловилася за літературну мову, близьку до народної, «гражданський» шрифт і фонетичний правопис. Але Василь Верига стверджує, що було прийнято етимологічний правопис за зразком твору Михайла Максимовича — так звана Максимовичівка — «Малоросійські пісні» з деякими незначними змінами. Його вживали у Галицьких школах, офіційних публікаціях до 1892 року, коли замінили фонетичним.
Прихильникам церковнослов'янської мови, які були в меншості, залишили свободу використання в наукових працях церковнослов'янської мови і етимологічного правопису. Згодом це негативно позначилося на книговидавничій справі. На Соборі вирішено заснувати у Львові наукове товариство «Галицько-Руська матиця» на зразок «Чеської Матиці», було засновано «Товариство народної освіти» (члени його ввійшли до складу правління Галицько-Руської Матиці).